# Jugendpartei
Jugendparteien oder auch Kinder- und Jugendparteien sind politisch selbständige Parteien, die Interessen von Schülern, Studenten, Kindern und Jugendlichen vertreten. Sie sind nicht vergleichbar mit politischen Jugendorganisationen, die eng mit Parteien verbunden sind oder denen angehören, da Jugendparteien eigene Parteien mit verschiedenen Positionen und Programmen sind.
Jugendparteien sind meistens nur im kommunalen Bereich politisch aktiv, weil dort zum Teil schon mit 16 Jahren das aktive und das passive Wahlrecht erreicht ist. Die Parteien widmen sich zumeist nur regionalen Themen wie zum Beispiel der Errichtung eines Jugendzentrums. Oftmals besitzen Jugendparteien auch nicht den Status einer Partei im Sinne des deutschen Parteiengesetzes (PartG), sondern sie schließen sich als Wählervereinigungen zusammen, was mit erheblich weniger Aufwand verbunden ist.
In Deutschland gibt es Jugendparteien seit dem 22. November 1997. Damals wurde in Magdeburg die Partei future! – die jugendpartei gegründet, die heute unter dem Namen Future! im Magdeburger Stadtrat vertreten ist.
Seitdem wurden bundesweit weitere unabhängig voneinander agierende Jugendparteien gegründet, die jedoch teilweise bereits wieder aufgelöst wurden.
In Deutschland gibt bzw. gab es folgende Jugendparteien:
- Future!
- JD´s
- Jugend- und Entwicklungspartei Deutschlands
- Junge Alternative Rheinstetten
- Junge Liste Waghäusel
- Junges Duisburg
- Junges Freiburg
- Junges Soest
- KIDitiative
- PETO

In der Schweiz gab es in Winterthur von 1966 bis 1974 mit den Jungen Löwen eine Jugendpartei in der Legislative. Sie machte bei ihrem Einzug in den Gemeinderat mit der Wahl des jüngsten Gemeindeparlamentariers der Schweiz Schlagzeilen.